# 1967年のミャンマーにおける反中暴動
1967年のミャンマーにおける反中暴動（1967ねんのミャンマーにおけるはんちゅうぼうどう）について詳述する。

## 背景

### 中国文化大革命の革命外交路線
1949年の中華人民共和国成立後の中国の外交路線は、当初の世界を社会主義陣営と帝国主義陣営に二分する「二陣営理論」から、平和外交路線・反米統一戦線構築に転換。周辺諸国とは友好関係を結び、欧米諸国との間の干渉地帯とすることとした。対緬外交においても中国は華僑問題、中国国民党軍（KMT）問題、中緬国境画定、ビルマ共産党（CPB）問題などで柔軟な対応を見せていた。
しかし、1950年代後半から中国の外交路線は徐々にイデオロギー色が強くなり、アジア、アフリカ、ラテンアメリカに共産主義を「輸出」する方針に転換、1966年に始まった文化大革命でそれは決定的となった。中国外交部は極左勢力に占拠され、大使は駐エジプト大使以外は全員本国に召還され文化大革命への参加を強制された。駐緬大使も1967年3月に召還され、代わりに極左勢力が大使館を掌握、ミャンマーで文化大革命を推進し始めた。

### 在緬中国人コミュニティ
ビルマ連邦革命評議会が推進する『ビルマ社会主義への道』の下、多くの資産が国有化される前の1962年の時点で、ミャンマーには約100万人の中国系住民が住み、中国系学校が259校あり、約3万9000人の生徒が通っていた。1964年に中国系学校が国有化された後も、生徒数20人未満の私立学校は引き続き運営が許可されており、住宅や事業所を利用した小規模な中国系学校が全国各地に存在していた。1966年に始まった文化大革命は、ミャンマーの中国人社会にも及び、一部の学生や教師が毛沢東バッジが付けて登校するようになった。
在緬中国人たちは、このような言動が、ミャンマー当局または現地のミャンマー人との間に軋轢を生むことは重々承知していたが、「中国の人口は7億人。ミャンマーは弱小国なので、政府は私たちに対して行動を起こす勇気はないと考えていた」「政府の暴力的行動は予測していなかった。最悪、怪我を負い、本国に送還されるだけと思っていた」など、事態を過小評価していた傾向があったのだという。
ちなみに、このような反中暴動は、インド、シンガポール、マレーシアなどでも起きていた。1965年にインドネシアで起きた反中暴動では、約40万人の華僑が殺害されたと言われている。

### ミャンマー側の事情
CPBとその同盟・民族民主統一戦線（NDUF）が、米どころのエーヤワディー・デルタ地帯を攻撃して流通網が乱れたことにより、1967年のミャンマーは深刻な米不足に陥っていた。1967年の米生産量は前年度比17%減の650万トンで、そのうち政府が集荷できたのは131万トンに過ぎず、輸出用だけではなく、国内需要さえ賄えない状態だった。全国各地で米騒動、米泥棒、焼き討ちが横行した。
そんな中、ネ・ウィン率いる革命評議会は、反中暴動を米不足問題から国民の目を逸らせるために利用し、扇動したとされる。CIAの機密文書には「警察と軍隊が街頭で目立っていたにもかかわらず、中国人の財産の破壊や中国人市民の殺害を阻止しようとしなかった」とあり、当時、駐緬日本大使館に勤務していた外交官の佐久間平喜も同様のことを述べている。
また反中暴動を扇動した「暴徒」の中には、ミャンマー軍（以下、国軍）兵士やビルマ社会主義計画党（BSPP）の党員が、相当数含まれていた可能性が指摘されている。ある中国系ミャンマー人は、暴動が発生した6月26日、兵士を載せた軍用トラックが刑務所に大量に運びこまれた後、上着は軍服のまま、ロンジーに履き替えた兵士たちが飛び出してきたところを目撃している。また『人民日報』ヤンゴン支局のある記者は、暴動の10日前に、BSPPの党員だった親戚から、BSPPが会合を開いて、5,000人の暴徒を組織してチャイナタウンで騒乱を起こす決定をしたという知らせを受け取った。件の記者は中国大使館に連絡したが、無視されたのだという。

## 経緯

### 暴動の経緯

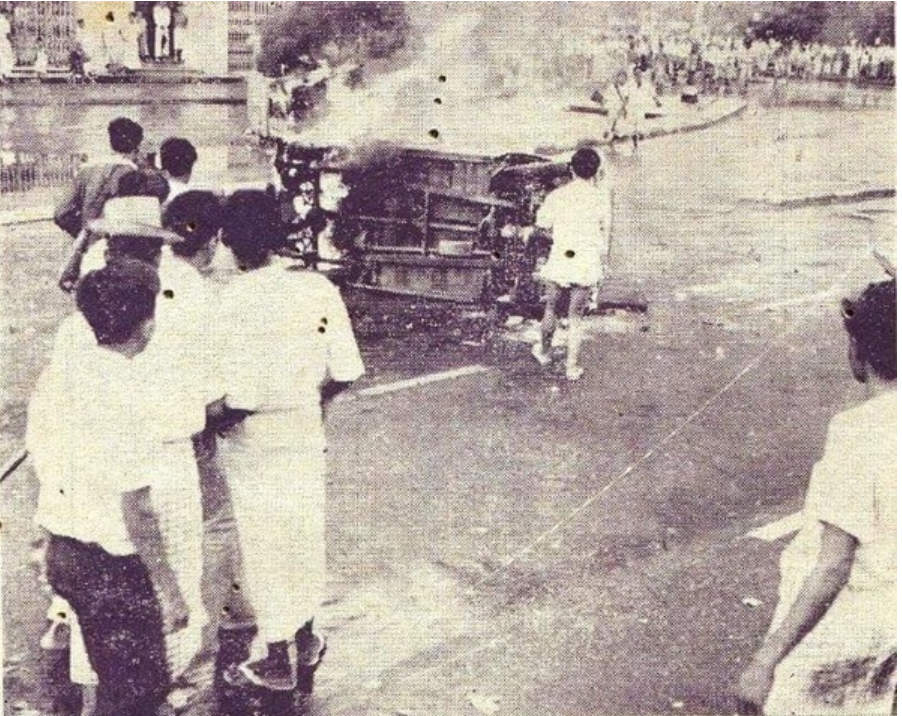
1967年のミャンマーにおける反中暴動

1967年6月22日、ヤンゴン第三国民小学校（旧中国女子中学校）の生徒たちが毛沢東バッジを身につけて登校した際、一部の教師がバッジを引きちぎり、下水道に投げ捨てた。規則を破った生徒たちは一部屋に閉じ込められた。事件の真相を知った生徒の保護者数名が学校を訪れ、教師と口論になったが、最終的に教師たちは自らの不適切な行動を認めた。しかし、隣の中正（Zhong Zheng）中学校は、生徒が校内にいるにもかかわらず門を閉めたため、約80名の生徒が昼食のために帰宅することができなくなった。生徒たちが学校当局に抗議した末、午後4時頃、警察が学校に到着。再び門が開かれ、生徒らは下校した。しかし、その夜、一部の中国人団体が両校の保護者会を開き、子どもたちの毛沢東バッジの着用を奨励し、革命現代京劇映画『紅灯記』を観賞させた。
6月24日、革命評議会はヤンゴン第三国民学校と中正中学校を閉鎖し、華僑中学校と南洋中学校の校長に軍人を任命したた。彼らは毛沢東バッジ禁止令を発布、すべての中国人生徒は署名と遵守を命じられ、違反すれば登校を拒否された。
6月25日、群衆が華僑中学校を襲撃。しかし、この際は大事に至らなかった。

1967年のミャンマーにおける反中暴動

6月26日、ナイフと棍棒で武装したミャンマー人「暴徒」が、シュエダゴン・パゴダ裏の広場、鉄道駅、ヤンゴン第4デパートの近くに集結。3つに分かれて、華僑中学校、中国教師連盟、エーヤワディー川グリークラブ、中国事務員協会などがあるチャイナタウン、そして中国大使館を襲撃した。
華僑中学校では、毛沢東バッジ着用を禁止する学校当局と、これに反対する生徒が対峙。生徒たちは毛沢東語録を掲げ、スローガンを叫び、中国大使館は職員を派遣して扇動させた。そこにミャンマー人暴徒が到着し、校門付近で中国人生徒と保護者を襲撃、 1人が死亡し、20人以上が負傷した。その後も暴徒は華僑中学校付近で中国人を襲撃して、死者や負傷者が出た。その中にはロンジーを着用していなかったために、中国人と間違われたミャンマー人もいた。

一方、チャイナタウンへ向かった暴徒は、中国人教師連盟で27人、イラワジ川グリークラブで3人、中国人事務員協会で1人、計31人の中国人を殺害し、さらに彼らは中国人の商店、家屋に放火、財産を略奪した。ここでもロンジーを着用せず中国人と間違えられたミャンマー人が犠牲となった。また、逆に暴徒に対して「彼はミャンマー人だ」と偽って、中国人を助けたり、匿ったミャンマー人も少なからずいたのだという。
中国大使館へ向かった暴徒は1,000人以上に膨れあがり、午後1時、大使館に到着。建物に石や瓦を投げつけ、中国の国章を持ち去った。警備に当たっていたミャンマー警察の警察官は傍観していただけだったのだという。
6月27日、2,000人の暴徒が、新華社通信、中国民用航空局、中国大使館経済商務参事官事務所を襲撃、放火。その際、暴徒の一部が中国大使館に侵入し、援助技術者の劉逸を殺害し、数人の中国外交官を負傷させた。同日、革命評議会は、生徒の大半が中国人である9校を閉鎖した。
6月28日、革命評議会は、ヤンゴンの中国大使館地区とチャイナタウンに戒厳令を布告。暴動は事実上終息した。
6月29日、マグウェで反中デモが起き、2,000人以上が参加。20軒以上の中国人商店や家屋が破壊された。同日、イェナウヤウンでも反中デモが起き、100人以上が参加。中国人経営の茶屋を1軒破壊した。
6月30日、マンダレーで反中デモが起き、約1,000人が参加。
6月30日～7月15日の間、ピンマナ、タウンジー、ピイ、モーラミャイン、ダウェイ、ミンジャン、パテインなどの281の都市で反中デモが起きた。

### その後の経緯

#### 中国側
6月29日、『人民日報』の一面に、以下のような内容の中国政府の抗議文が掲載された。
1. 殺人犯を厳しく処罰すること。
2. 遺族に謝罪し、補償すること。
3. 公的に謝罪すること。
4. 中国大使館、その他の中国関係機関、そして中国国民の安全を確保すること。
5. 在緬中国人に対するファシスト的暴力を直ちに停止すること。

中国政府は、6月30日に「革命評議会は、アメリカ帝国主義とソ連修正主義に迎合し、暴動を扇動、革命評議会に対する国民の不満を逸らすために反中暴動を利用した」という声明を出して以降、1967年8月～11月の3か月間に20通以上の覚書や声明を発表した。また『人民日報』も6月～12月の間に、153の反中暴動に関する記事を掲載した。
また、中国政府は、中国国内で官製の反緬デモを組織、6月29日、北京のミャンマー大使館前で20万人のデモを行ったのを皮切りに、6月30日～7月3日の間に、100万人を超える人々が大使館前での集会とデモに参加、「ビルマ反動勢力とネ・ウィンを打倒せよ」などと訴えた。 7月3日には、デモ参加者の一部がミャンマー大使館に侵入し、国旗を引き裂き、国章を破壊した。同時期、上海と昆明でも大規模なデモと集会が行われた。
さらに、中国政府は、これまで心情的支援にとどまっていたCPBに接近。6月28日、CPB中央委員会は、ミャンマーの反中暴動において在緬中国人を支持する声明を発表。7月5日行われた劉逸追悼集会では、CPB中央委員会第1副書記・タキン・バーテインティンが、「ビルマの蒋介石・ネ・ウィン軍事政権は必ず失敗する。人民は必ず勝つ」と題する演説を行い、この演説は『人民日報』と中国共産党の機関紙『紅旗』の両方に掲載された。またCPBは、バゴー、パテイン、タラワディで反中暴動抗議集会を開催し、ヤンゴン、ミャウンミャ、タイチーでビラを配った。7月には反中暴動を主導していたミャンマー人を1人処刑した。

#### ミャンマー側
革命評議会は、中国の5つの要求を無視し、反中暴動の策謀を否定し、内政干渉を訴えた。ミャンマーのメディアは連日、反中・反共産主義的な報道をした。中国の内政干渉に怒った人々は反中デモ・集会を催し、「われわれビルマ人がここの支配者だ！毛沢東の思想は要らない！」とシュプレヒコールを上げた。当局は親中派指導者の中国人、親中派のミャンマー人左派指導者、CPBのフロント機関の幹部など少なくとも100人を逮捕した。
また、革命評議会は、中国大使館への野菜、果物、医薬品の差し入れ、重傷を負った中国人を帰国させるための航空機の派遣、在緬中国人を見舞うための代表団の派遣など中国政府の要求をすべて拒否。9月初旬、中国政府はついに駐緬大使を召還し、対緬経済援助プログラムをすべて停止し、412人いた援助専門家・技術者を帰国させた。新華社通信の特派員も国外追放となった。
さらに、一部の親台湾派の中国人は、反中デモ・集会に参加して反中演説を行い、1968年9月、ヤンゴンに「ビルマ華僑自由協会」を設立した。
ネ・ウィン以下革命評議会のメンバーが、このような強硬な態度に出た理由は、1965年～1966年のインドネシアにおける反中暴動の際にも、中国政府は抗議、避難、経済援助の停止をするだけで、なんら有効な手を打てなかったことを見て取ったからだとも言われるた。

## 影響

### 在緬中国人コミュニティの弱体化
暴動を契機に多くの在緬中国人が、中国、マカオ、香港、アメリカ、欧州、オーストラリアなどへ移住し、1960年代末までに国内の中国系住民は20万人にまで減少したと言われる。また、残った在緬中国人も絶えず恐怖の感覚に苛まれ、その雰囲気は1980年頃まで続いたのだという。1970年代と1980年代に生まれた子供には中国名は与えられず、民族を尋ねられると、シャン族など少数民族出身だと主張した。服装もロンジーにスリッパとミャンマー風にする人が増えた。家庭でも中国は一切話さず、おかげでこの世代の在緬中国人は、現在でも中国語を話せない人が多い。彼らはひと目につくをのを極力避けるようになり、政治に関心を持たず、ただビジネスのためだけに生きる処世術を身に着けた。

### 中国共産党の影響力低下
反中暴動の際、殺害・逮捕されたものの多くは、在緬中国人社会のエリート層および毛沢東主義者たちで、彼らの70～80％を失ったことにより、ミャンマーにおける中国共産党の影響力は著しく低下した。中には中国政府の対緬柔軟路線に協力したのに、結局、不幸な境遇に陥り、しかも中国政府が問題解決できないことに苛立ち、中国共産党を脱党したり、親台湾派に転向する者もおり、特に国民党の影響が大きかった上ビルマでその傾向は顕著だったのだという。

### ビルマ共産党への支援強化
反中暴動を機に、中国政府は、これまで心情的支援にとどめていたCPBを公然と支持するようになり、兵器、訓練、兵站を提供。1968年1月1日、CPBの3つの部隊がシャン州に侵入し、「北東軍区」と呼ばれる広大な「解放区」を築いた。CPBの兵士の中には元紅衛兵の多くの中国人義勇兵が参加していた。